# أولان-أودي

Улан-Уде

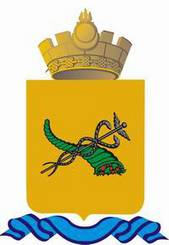
Улан-Уде

أولان-أودي (الروسية: Улан-Удэ) هي إحدى مدن روسيا في الكيان الفدرالي الروسي بورياتيا.
مدينة أولان أده هي عاصمة جمهورية بورياتيا الواقعة في جنوب-شرقي سيبيريا الشرقية في روسيا الاتحادية. المسافة بينها وموسكو براً 5600 كم. والفرق في التوقيت (مع موسكو) 5+ ساعات.
ويعود تأسيسها على يد القوزاق لسنة 1666م عندما وضعوها لجباية الخراج المتمثل بالأساس بالفرو وغيره من «الضرائب الطبيعية» من أهالي الشط الأيمن لنهر سيلينغا وبالتحديد في موقع حيث يرفد إليه نهر «أود». 
وفي سنة 1689 تحولت إلى قلعة «فيرخنيأودينسك» (أود العليا). 
وحصلت على لقب «مدينة» وشعار خاص بها عام 1775م بناء على مرسوم من القيصرة يكاترينا الثانية. 
وتكسب هذه المدينة في القرون الـ18 والـ19 وبداية الـ20 مكانة مركز إداري وعسكري وتجاري-اقتصادي وسط كافة ربوع المناطق الغربية لمحافظات ما وراء البايكال. 
وفي عام 1917م تصبح هذه المدينة مركزا لمؤسسات الدولة للشعب البورياتي. 
وتم تغيير تسميتها إلى الاسم الذي تحمله الآن - وهو «أولان أوده» - بتاريخ 27 يونيو عام 1934م وهو يعني «أود الحمراء» باللغة المحلية البورياتية. 
وأصبحت عاصمة للكيان الفدرالي الحالي لروسيا الاتحادية - بورياتيا - منذ 27 مارس 1992م. 
ويُقدر عدد سكانها لغاية عام 2015 بـ427 ألف نسمة. والمجموعات العرقية الأساسية فيها هم الروس الذين يشكلون 62.1%، والبورياتيون الذين تصل نسبتهم إلى 31.9% (حسب تعداد عام 2010) وهم أحد الشعوب الناطقة بإحدى اللغات من المجموعة المنغولية-الألطائية.
وجغرافياً تقع المدينة على بعد 100 كم شرقاً فقط عن شاطئ بحيرة البايكال المشهورة والتي تُعتبر أعمق بحيرة وأكبر مصدر طبيعي للمياه العذب في الدنيا. وتقع حاليا على جانبي نهر سيلينغا ومرفد نهر «أودا» إليه. ويصل متوسط درجات الحرارة بالصيف 19.8 درجة مئوية، و23.3- بموسم الشتاء.
ومن الناحية الاقتصادية تتصدر مجمَّع الصناعات في هذه المدينة مصانع بناء الآليات (75%) وإنتاج الغذاء (11%)، ومواد إنشائية لمد الجسور (5%). 
وتعتبر مدينة أولان أده من مدن شح الأشجار والنباتات في روسيا حيث يتمتع سكان أولان أده، حسب إحصائيات مختصة، فقط بـ3.5 أمتار مربعة من الحدائق \ على فردٍ بدلاً عن 10، حسب المعايير المعمول بها في روسيا.
ومن الناحية الثقافية تتمثل أهم معالمها بالأساس ببيوت التجّار والمراكز التجارية والكنائس و«الصفوف التجارية» المعروفة الواقعة في «ساحة الثورة». عدا عن بيوت التجار ودور التجارة هناك الكثير من المتاحف، منها المتحف الإثنوغرافي لشعوب مناطق ما وراء البايكال والذي يُعتبر من أكبر المتاحف في روسيا في الهواء الطلق ومتحف طبيعة بورياتيا ومتحف تاريخها. وعلى مشارف منتصف المدينة (عند جسر «سيلينغا») هناك تمثالاً «بورياتيا الرحبى» على شكل امرأة تحمل بيديها قطعة قماش «هاداق» والتي ترمز عند الشعوب المنغولية إلى القِرًى والسعة والرحب وحسن الضيافة.
إلا أن جمهورية بورياتيا وعاصمتها أولان أده معروفتان عالميا بفضل «معبد إفولغينسكي» للبوذيين من الطائفة البوذية التبَّتية من مذهب «غيلوغ» والذي يقع فقط على بعد 36 كم غربا من وسط أولان أده حيث لايزال اللاما يتغيلوف المعروف الذي احتُفظ جسده باقياً بعد مماته عام 1927م. كما يوجد على بعد 250 كم شرقا من أولان أده في معبد «إيغوتينسكي» تمثالٌ للبوذا مصنوع من الصندل يُسمّى «بوذا الصندل» ويُعتبر أنه صُنع أيام حياة البوذا نفسه قبل أكثر من 2500 سنة قبل أن يفارق هذه الدنيا في رحلته إلى نيرفانا (حالة «طفوء» الذات).